# 813 TCN
813 TCN là một năm trong lịch La Mã.